# Ryoma Echizen
Ryoma Echizen (リョーマ 越前?, Echizen Ryoma) è un personaggio immaginario presente nella serie manga e anime giapponese Il principe del tennis, creata da Takeshi Konomi.

## Descrizione
Ryoma è uno studente del primo anno alla scuola media Seishun Gakuen (comunemente chiamata "Seigaku"), alla quale si iscrive non appena giunto in Giappone dagli Stati Uniti d'America. Nonostante la sua giovane età è già famoso per aver vinto 4 volte il torneo statunitense Juniores. Viene considerato un ragazzo prodigio per le sue abilità tennistiche decisamente sopra la media, e sembra ottenere parecchio successo con le ragazze (anche se lui sembra non accorgersi di nulla).
È il figlio di Nanjirou Echizen, un giocatore di tennis professionista Giapponese degli anni '80, che all'apice della propria carriera, ad un passo dal vincere un grande slam, abbandona tutto per dedicarsi a Ryoma e farlo diventare non solo il più forte giocatore di tennis in circolazione, ma anche l'unico che possa sconfiggerlo. Ryoma ha occhi verdi e capelli scuri, lo si vede vestito solamente in uniforme o tenuta da tennis, indossa sempre un cappellino.
Ryoma appare a volte arrogante e pieno di sé, ma è comunque in grado di "giustificare" il suo atteggiamento con la sua bravura nel tennis. Provoca spesso i suoi avversari durante un incontro, soprattutto quando trova il modo di superare un ostacolo come, ad esempio, arrivare a neutralizzare un colpo speciale particolarmente ostico. In fondo però, nonostante il suo carattere così poco socievole, tiene alla sua famiglia ed ai suoi amici; basti pensare a quando si preoccupa per il suo amico Momoshiro, in due diverse circostanze: quando egli perde il posto da titolare dopo i ranking match interni al club prima del torneo Kantou, o quando sta per andare a giocare gli US Open. Inoltre tiene molto al suo gatto Karupin: quando questo si infila di nascosto nella sacca di Ryoma, diretto a scuola, quest'ultimo passa la giornata a cercarlo, vistosamente preoccupato.
Il colpo più famoso di Echizen è il Twist Serve (ツイスト サーブ?). Si effettua con la mano utilizzata dall'avversario; generalmente Ryoma utilizza la mano destra, ma è anche in grado di eseguirlo con la sinistra. Una volta partita la palla, all'impatto con il suolo dopo una serie di rotazioni, schizza in faccia all'avversario. Vediamo questo serve per la prima volta contro il bulletto Sasabe.

## Curiosità
- Ha un gatto himalayano, Karupin (in alcune versioni occidentali Kalpin), che prende il nome dalla bevanda giapponese Calpis.

## Accoglienza
Stando ai risultati di ogni sondaggio di popolarità dei personaggi della serie tenuto da Shonen Jump, Ryoma è stato sempre abbastanza apprezzato dai lettori: ha vinto il primo e il terzo, mentre si è classificato secondo nel secondo sondaggio e terzo nel quarto. Inoltre, dato che Ryoma è il personaggio principale della serie, la colonna sonora è principalmente incentrata su di lui che sugli altri personaggi, con alcune legate soltanto a lui. Numerosi tipi di altro merchandise a lui dedicato sono stati commercializzati, tra cui portachiavi, vestiti e tazze. I clienti di NTT lo hanno nominato come loro quindicesimo personaggio maschile dai capelli neri degli anime.
Nel recensioni delle pubblicazioni del settore incentrate sul fumetto originale e sull'adattamento animato, il personaggio di Ryoma ha ricevuto note sia positive che negative, con la sua personalità ampiamente criticata. Nella recensione di Anime News Network del primo volume del manga, si afferma come le abilità del personaggio non "lascino molto spazio al miglioramento... rendendo difficoltoso per il lettore legarsi e condividere le sue esperienze [del personaggio]" e che Ryoma "risulta essere noioso, freddo e intoccabile". Tuttavia, rimarcano che i punti salienti del tankōbon siano i "numerosi metodi con cui Ryoma riesca a far rimangiare ai suoi avversari le proprie parole sul campo da tennis".